# Autorité de contrôle des nuisances sonores aéroportuaires en Région wallonne
Pour les articles homonymes, voir ACNAW.
L'Autorité indépendante chargée du suivi et du contrôle des nuisances sonores aéroportuaires en Région wallonne, ou ACNAW, est un organisme belge lié à la Région wallonne et créé en 2001 dans le cadre des mesures prises par le Gouvernement wallon afin d’encadrer l’important développement des aéroports de Liège-Bierset et de Charleroi-Bruxelles Sud.
L'Autorité est constituée d'un Président et de six membres désignés par le Gouvernement wallon en raison de compétences définies par le décret du 8 juin 2001 (magistrature, nuisances sonores, aéronautique, acoustique, santé humaine, gêne sonore ou encore de la navigation aérienne). Leur mandat, renouvelable, est de quatre ans. Pour mener à bien ses missions, l’Autorité bénéficie de l’appui logistique des services administratifs du Gouvernement wallon.

D’après le décret du 8 juin 2011, les missions de l’ACNAW recouvrent les activités suivantes :
- Avis et/ou recommandations:
  - sur toute question relative à la mesure du bruit aux abords des aéroports et à la maîtrise des nuisances sonores aéroportuaires et de leur impact sur l'environnement;
  - sur la nécessité de réviser les plans d’exposition au bruit;
  - à la demande du Gouvernement, sur tout projet de texte réglementaire relatif aux nuisances sonores aéroportuaires, sur les plans d'exposition au bruit, ainsi que toute autre question lui soumise;
  - sur toute question relative aux nuisances sonores aéroportuaires que lui soumet tout citoyen.
- Alerte:
  - alerte des autorités compétentes lorsqu'elle a connaissance de manquements aux règles fixées pour la maîtrise des nuisances sonores aéroportuaires;
  - dénonciation de tout manquement aux restrictions imposées en ce qui concerne l'usage de certains types d'aéronefs ou certaines activités.
- Expertise:
  - réalisation d’expertises en matière de mesure du bruit aux abords des aéroports.
- Médiation:
  - rôle de médiation en cas de différend relatif aux nuisances sonores aéroportuaires.